# Georgi Tatarow
Georgi Tatarow, bułg. Георги Татаров (ur. 10 maja 2003) – bułgarski siatkarz, reprezentant Bułgarii, grający na pozycji przyjmującego.

## Sukcesy klubowe
Liga bułgarska:
- 2019[6]

## Sukcesy reprezentacyjne
Mistrzostwa Europy U-17:
- 2019[7]

Mistrzostwa Europy Kadetów:
- 4. miejsce 2020[8]

Mistrzostwa Świata Kadetów:
- 2021[9]

Mistrzostwa Świata Juniorów:
- 2023[10]
- 6. miejsce 2021[11]

Olimpijski Festiwal Młodzieży Europy Kadetów:
- 2022

Mistrzostwa Europy Juniorów:
- 2022[12]

## Nagrody indywidualne
- 2019: Najlepszy atakujący Mistrzostw Europy U-17[13]
- 2020: Najlepszy atakujący Mistrzostw Europy Kadetów[14]